# Kootenay Direct Airlines
Kootenay Direct Airlines Ltd, що діє як Kootenay Direct Airlines — канадська авіакомпанія місцевого значення зі штаб-квартирою у місті Нельсон (провінція Британська Колумбія), виконує чартерні пасажирські перевезення в невеликі аеропорти Канади і Сполучених Штатів Америки.
Головною базою авіакомпанії є Аеропорт Нельсон.